# Табакович, Харис
Ха́рис Таба́кович (босн. Haris Tabaković; род. 20 июня 1994, Гренхен, Золотурн) — швейцарский и боснийский футболист, нападающий клуба «Хоффенхайм» и сборной Боснии и Герцеговины, выступающий на правах аренды за мёнхенгладбахскую «Боруссию». Выступал за молодёжную сборную Швейцарии. Ранее представлял юниорские сборные Швейцарии до 18 и 19 лет.

## Клубная карьера
Воспитанник футбольного клуба «Янг Бойз». До 2012 года занимался в молодёжном составе клуба. В сезоне 2012/13 дебютировал во взрослом составе. Параллельно с выступлениями в основном составе, Табакович продолжал играть за фарм-клуб «Янг Бойз II». В общей сложности, за «Янг Бойз» Табакович сыграл 22 матча и забил один мяч. За фарм-клуб «Янг Бойз II» сыграл 31 матч и забил 18 мячей. 6 января 2014 года Табакович на правах аренды перешёл в «Виль» из Челлендж-лиги. Аренда была рассчитана на полтора года.
13 января 2016 года Табакович подписал контракт с «Грассхоппером». Дебютировал за клуб 6 февраля в выездном матче против своего бывшего клуба «Янг Бойз».

## Международная карьера
Представлял юниорские сборные Швейцарии до 18 и 19 лет. 14 августа 2013 года дебютировал за молодёжную сборную Швейцарии в матче против сборной Португалии. Свой первый гол за молодёжную сборную Табакович забил 9 сентября 2013 года в матче отборочного турнира Чемпионата Европы-2015 среди молодёжных команд против сборной Лихтенштейна. Швейцарцы выиграли эту встречу со счётом 6:0.
В ноябре 2023 получил разрешение ФИФА на смену национальной сборной и выступление за сборную Боснии и Герцеговины. Дебютировал за сборную 16 ноября в матче отборочного турнира Чемпионата Европы 2026 против сборной Люксембурга.